# Gianni Lonzi
Gianni Lonzi (ur. 4 sierpnia 1938 we Florencji) – włoski piłkarz wodny. Złoty medalista olimpijski z Rzymu.
Mierzący 182 cm wzrostu zawodnik brał udział w trzech igrzyskach (IO 60, IO 64, IO 68), złoto wywalczył w debiucie, przed własną publicznością. Na kolejnych dwóch turniejach Włosi zajmowali czwarte miejsce. Był mistrzem Włoch. Po zakończeniu kariery sportowej został trenerem, z sukcesami prowadził kadrę Włoch (m.in. srebro na IO 76, złoto mistrzostw świata w 1978), a następnie działaczem.
Jego żona Antonella Ragno-Lonzi była medalistką olimpijską w szermierce. W 2009 został przyjęty do International Swimming Hall of Fame.